# 商业捕鱼

易北河上的商业渔船

商业捕鱼（commercial fishing）是为了商业盈利而进行的捕鱼活动，其从业者统称渔民，所用的船舶称为渔船。商业捕鱼主要运作于野生渔场，是世界各国水产品和食品工业的重要供应来源。大规模应用机械的商业捕鱼也称工业捕鱼（industrial fishing），从业团体和相关产业统称为渔业，是第一产业主要的组成部分之一。
商业捕鱼主要针对可供人食用的鱼类（绝大多数都是硬骨鱼），但也可以捕捞其它无脊椎的水生动物。世界渔业的捕获量其实被很少的一些物种（统称“经济物种”）所垄断，包括鲱鱼、鳕鱼、鳀鱼、金枪鱼、鲽鱼（比目鱼）、鲻鱼、鲑鱼、鱿鱼、虾类、蟹类、龙虾、牡蛎和扇贝，其中仅鲱鱼和沙丁鱼的捕获量在1999年就超过了2200万吨。在2016年捕获的1亿7100万吨渔获中，其中超过1亿5100万吨（约88%）是被人类直接食用——相比之下在1960年代只有大约三分之二是用于食用。剩下的大部分非食用的渔获主要用于生产鱼粉和鱼油（约1500万吨）或用作水产养殖的鱼食或鱼苗、充当饵鱼、或用来制药和制作装饰品。
随着世界人口的不断增长和食源保障压力的上升，不考虑自然资源可持续性的过度捕捞成为了商业捕鱼的一大挑战。如果无节制的捕捞不被遏止，随着食物链上端的大型鱼种被消耗殆尽，渔业也不得不因为无鱼可捕而趋向捕获食物网中层和底层的小型物种——即所谓的“降级捕捞”（fishing down the food web），这可能对所在的水域生态系统会产生不可逆转的永久性冲击，甚至导致整个生态系统崩溃。

## 渔业经济

2013～2015年间鱼肉对动物蛋白供应的比重

根据美国国家海洋和大气管理局（NOAA）渔业局的经济报告，商业捕鱼仅2006年在美国的销售额就超过1850亿美元，并且提供了超过200万的就业岗位。但渔民个人的具体收入水平在不同渔船和渔季之间都变化很大，这使得许多商业捕鱼者（特别是以家庭为单位的小渔户）为能盈利糊口必须采取十分变通的手段。
商业捕鱼的从业者许多是没有长期合同的自雇人士，所能挣取到的收入大多同渔能卖出的市价挂钩。这意味着商业捕鱼群体通常非常注重每次出航的渔获总量和种类，运作重点也着重于增加捕获效率和降低运营成本，也商业捕鱼活动在安全性、环保性甚至合法性上经常会打擦边球或怀有漏洞。

## 方法与器械

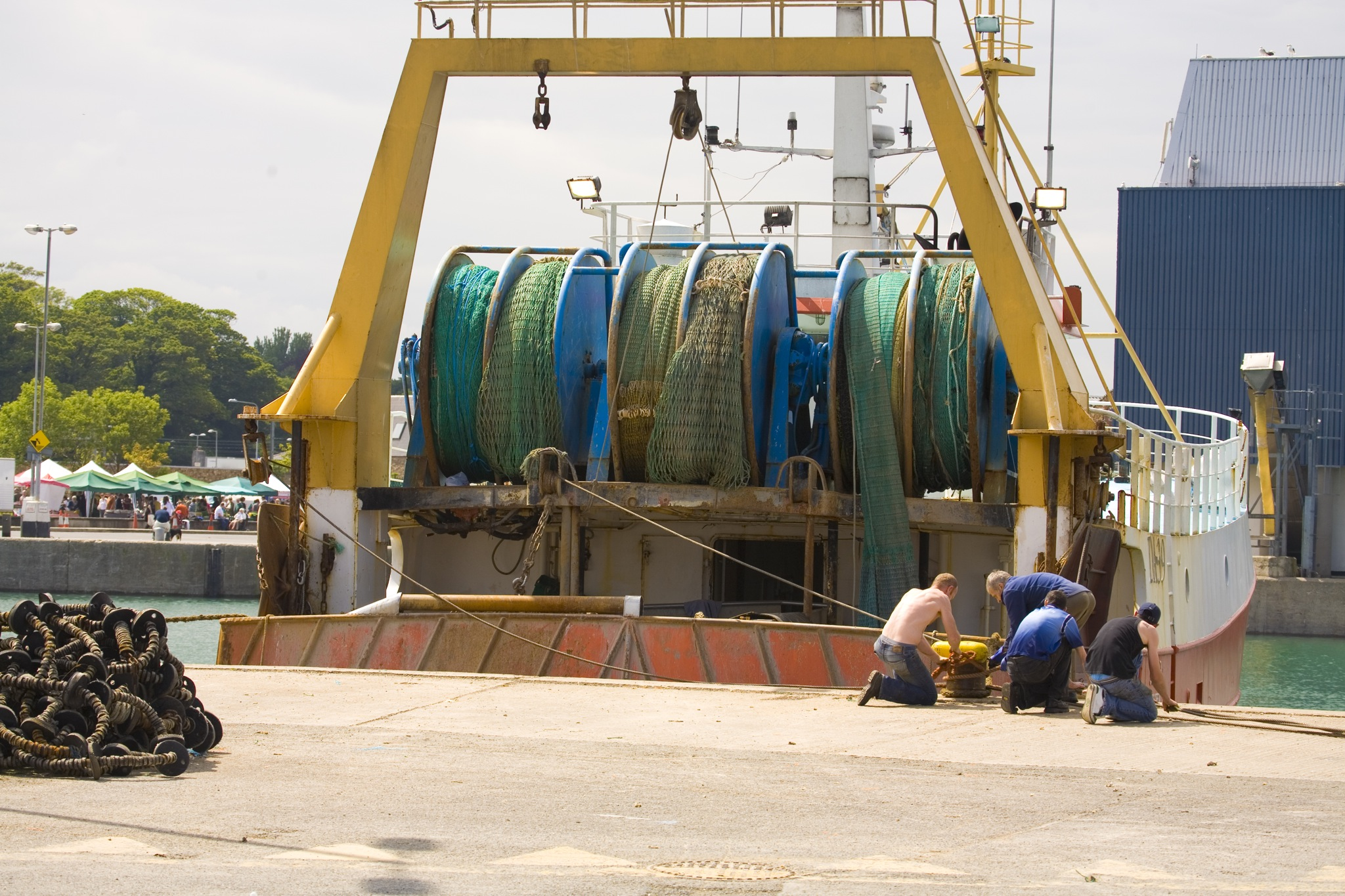
爱尔兰拖网船上安装的收线卷筒

商业捕鱼的方式会随着所在地区、目标鱼种和从业者技术水平而变化，但通常使用能每次大量捕捞的大型捕鱼工具，其中最常见的是各类鱼网，其次是拖钓和使用渔梁。除了拖钓以外，这些商业捕鱼工具除了尺寸外没有筛选具体物种的能力，通常会将所在水域内的物种一同捕捞，因此有相当的概率会兼捕其它水生动物。除此之外，一些商业捕鱼还会使用电力捕鱼、爆破捕鱼和投毒捕鱼等对生态环境有破坏性的非法手段。
因为商业捕鱼基本上都是在大型水体上进行，因此能够远离水岸的渔船是标准装备。商业捕鱼船可以小到是只能装几个人的小型动力艇，大到是排水量近万吨的工厂船；可以单船作业，也可以是一整个舰队协伴出海。较小的捕鱼船可能就是改装的普通小艇，完全由人力操作捕鱼；较大的捕鱼船通常带有结构较为复杂的吊臂、马达驱动收线的卷筒等机械装备和鱼群探测仪等辅助装备。
为了防止兼捕并伤害非经济物种，商业捕鱼有时会采用驱逐技术，其中声学驱逐手段可以防止鲸类与渔网相缠，而物理障碍则可以防止海鸟接近。除此之外，渔获可能需要进行人工筛选，挑拣出的非目标物种可以被放生。

## 职业安全

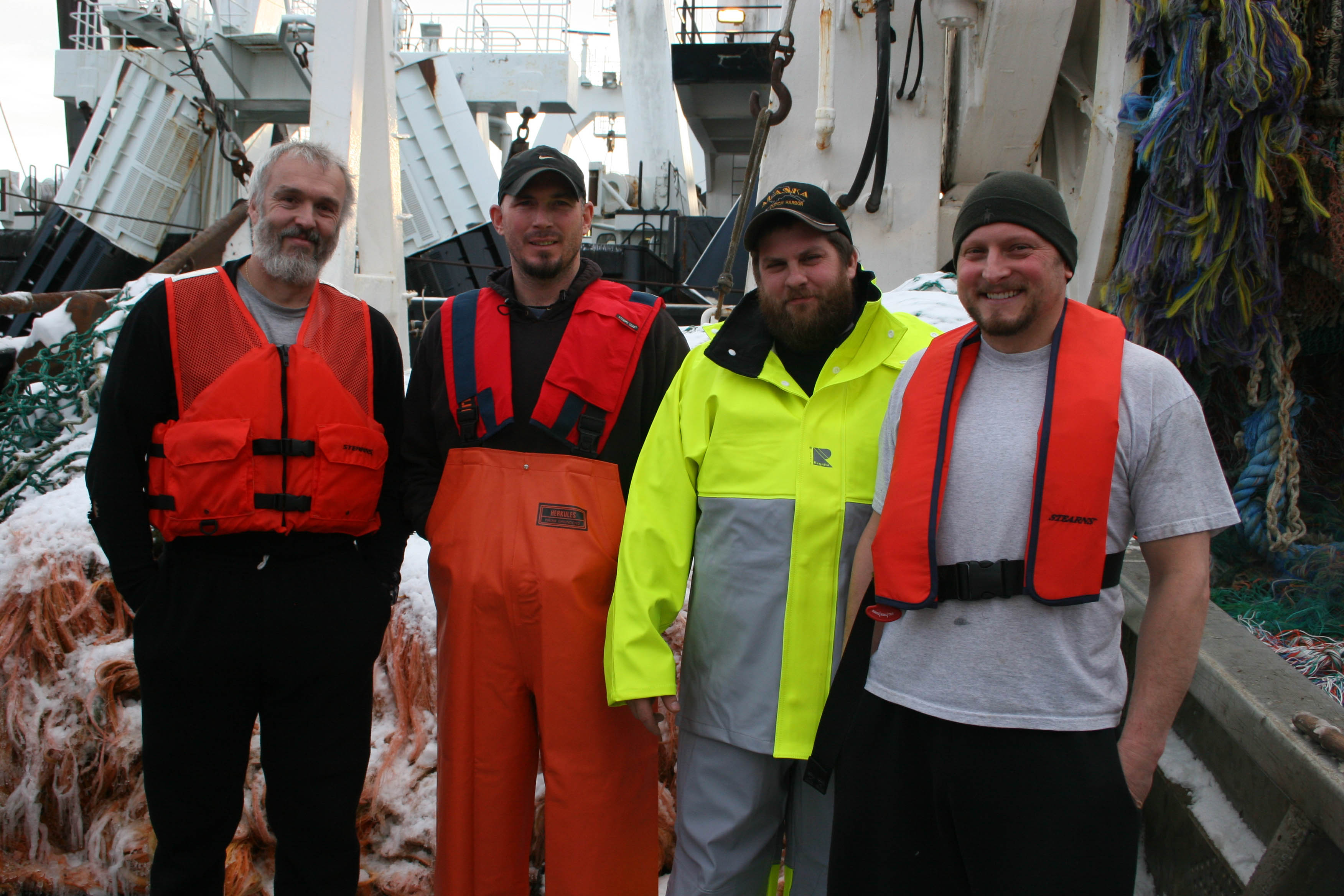
佩戴个人漂浮装置的拖网工人

在2010～2014期间，美国渔业共有188起商业捕鱼过程中的死亡事件，根据渔业船队的不同，全时工的死亡率会在每10万人21～147起，远高于美国其他行业工人的死亡率。在1919～2005年间，英国渔业总共有4111名渔民死于捕鱼事故。这些死亡通常是极端天气、极度疲劳（普通渔民每次出海平均要连续工作21小时左右）和危险器械结合的结果。美国国家职业安全卫生研究所（NIOSH）已经将商业捕鱼认定为《国家职业研究议程》（National Occupational Research Agenda，简称NORA）的重点产业，以便识别并提供职业健康安全的介入策略。

### 危险控制

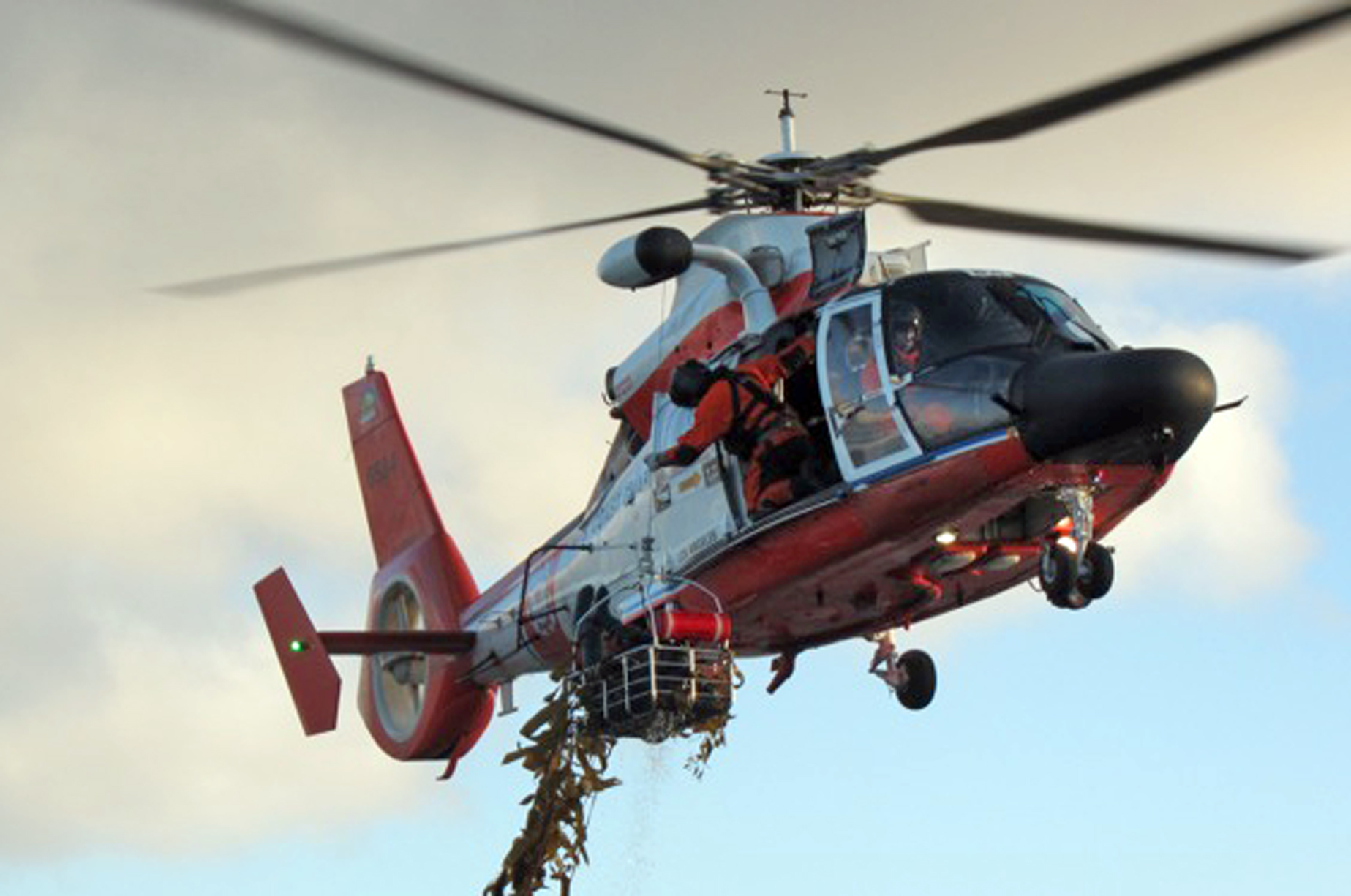
美国海岸警卫队的海上搜救直升机

与捕鱼有关的常见危险包括航船事故、溺水和船上创伤。在2000～2010年间，大部分航船事故都是有漏水、侧翻和巨浪引起，其中极端天气是主要引发因素。但最常见的死亡原因是坠船落水，在2000～2010年间造成了182名渔民死亡，死亡率是下一个最危险职业的三倍，是国家平均值的25倍。绝大多数落水都是在无人旁观的情况下发生，而且死者都没有穿戴个人漂浮装置（personal flotation device，简称PFD，即救生衣）。许多研究机构都试图改变商业捕鱼船上的工作文化，特别是对救生衣的态度。
船上创伤常常是因为工作人员以外被线缆缠住而被卷入机械造成，可以用安装紧急停止开关的方式来避免。监管机构和媒体报道的透明度也是提高安全意识的重要手段。

## 法规

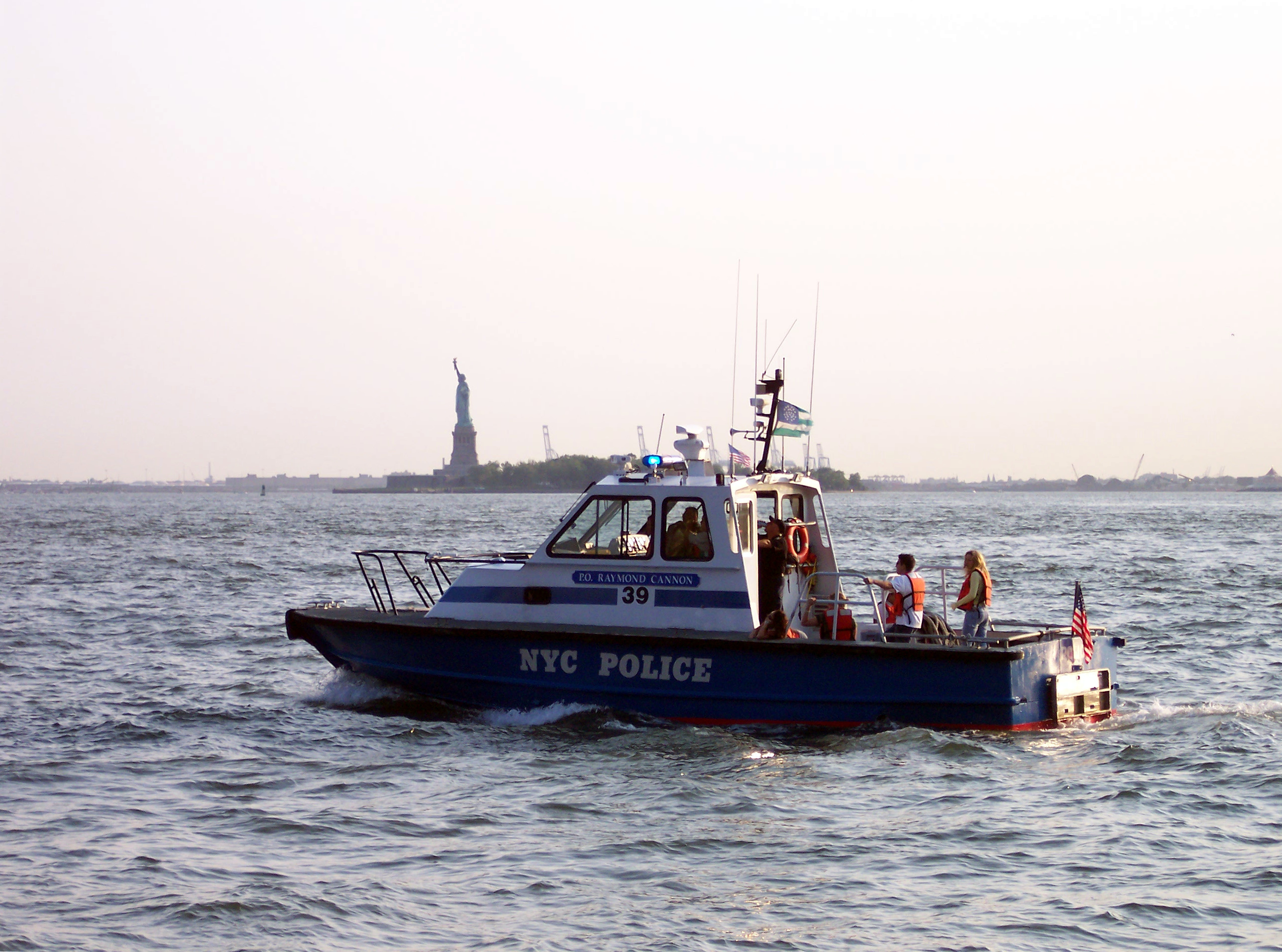
监管纽约港的NYPD巡逻艇

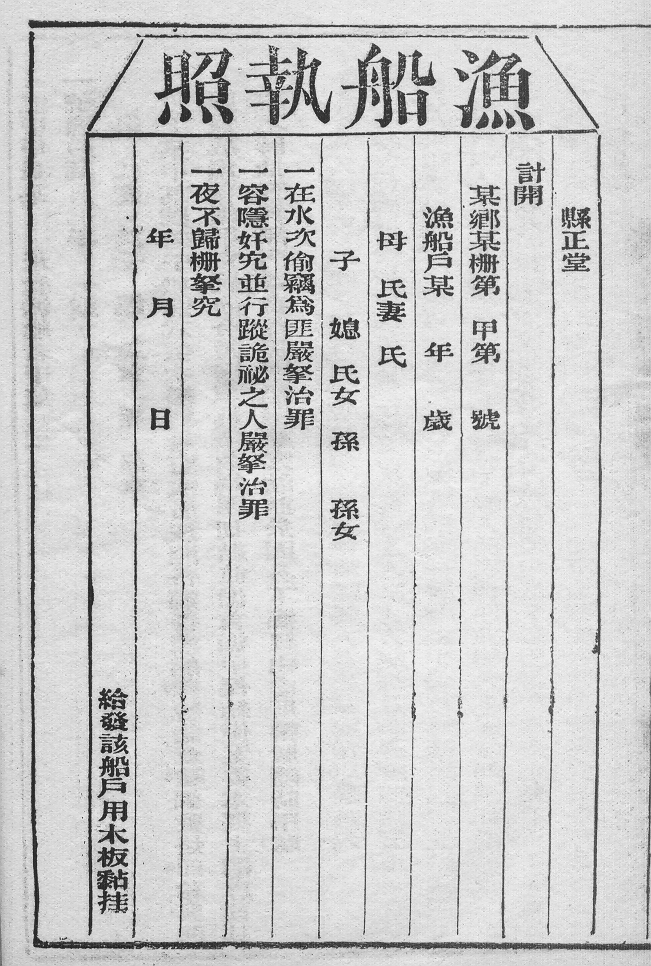
清朝《保甲书辑要》（1838）中收录的捕鱼执照

渔场的运作管理通常由其水域治权所归属的行政机构负责。公海是任何国籍的渔业船只都可以商业捕鱼的合法区域，但领海和专属经济区内的渔业活动则由海域相应的沿海国家全权管辖，未经所在国批准的捕捞行为会被视为非法捕鱼。各国的水上警察（海岸巡防队和海警）是负责监管渔场使用情况的主要执法机构。
在美国，海岸警卫队主要负责执行1988年颁布的《商业捕鱼产业船舶安全法》（Commercial Fishing Industry Vessel Safety Act，简称CFIVSA）并且保障美国商业船队的安全并实施搜救工作。CFIVSA也规定商业渔船根据尺寸和作业水域必须必须相应配备合适的安全器材，比如救生艇、无线电浮标、救生衣等，但并非所有的渔业工作者都会遵守这些法规。缅因州的一个调查发现采访的渔民中不到25%的人近期接受过急救和心肺复苏的训练，只有75%的渔船配有救生衣，仅36%配有救生艇。而配有必要器材的船只中，许多船长也不完全了解如何使用这些器材。

## 环境影响

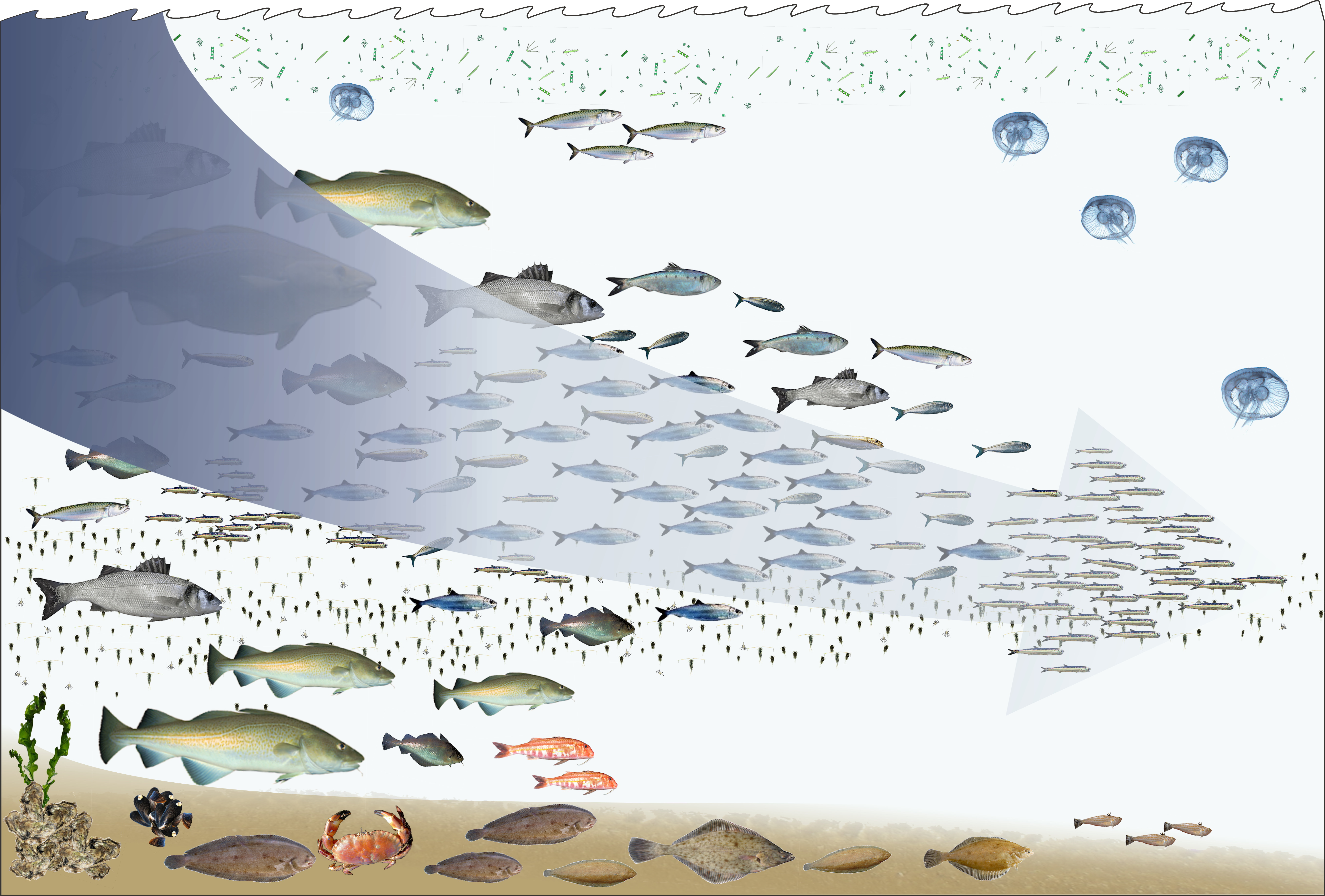
所谓的“降级捕捞”

现代技术的商业捕鱼通常会一次就将鱼虾整群捞出，而且每次渔获至少上百吨（大型渔船可以达到数千吨），如果运作规模和频率够大甚至能将海洋食物链中的整个一环移除掉。鱼群数量的丧失速度一旦超过自然繁殖的补充速度，就会造成长期的种群崩溃，特别是食物链顶端、数量本来就相对较少的大型掠食者。此外渔业运作本身就会有一定比例的资源浪费——根据联合国粮食和农业组织的报告，世界的渔获有大约25%最终会“因为是不经意捕获、无法销售的非法物种、或肉质和尺寸不佳”而被遗弃）。一旦大型鱼类因为捕捞过度而变得数量稀少后，渔业往往被迫转向捕捞其它鱼类——也就是中型鱼类；等中型鱼被捕光后，又不得不转向捕捞体型更小的鱼类和其它无脊椎动物，直到这些物种也匮乏为止。这种从食物网高处向下、从大到小的渔获变化就是所谓的“降级捕捞”（fishing down the food web）。
食物链的任何一环发生明显变化都会打破物种之间的攻防平衡，引发连锁反应使得整个生态系统的结构发生改变。比如鲨鱼常常会被渔网缠住而被误捕，被扔回海中也大概率会死亡，加上许多亚洲饮食都将鱼翅视为美食导致非法捕鲨和割鳍行为剧增，使得许多鲨鱼变成了濒危物种。而鲨鱼的消失使得其它猎物鱼种（ 比如鳐鱼）数量大增，使得整个食物网的状态发生了永久性变化。
商业捕鱼常用的流刺网会缠挂并杀死海龟、海洋哺乳动物和海鸟，其中据估计1990～2008年间有850只海龟因为被渔网和长线缠住而死亡。许多深水渔网也会兼捕（bycatch）一些低经济价值的物种，而这些深水物种在被拉到浅水区后往往就因为压力伤而死亡。此外深海拖网还会物理破坏海底突起物，特别是对生物多样性至关重要的珊瑚礁，不但会造成大型掠食者（比如梭鱼、石斑鱼和珊瑚鲨）遭殃，还会引起海绵、海星、水母等本来与渔业关系不大的生物也因栖息地破坏，因此空出的生态位同时也更容易遭受外来物种的入侵。
利用自然水体进行的养殖渔业也会因为对周边环境的损坏而造成环境问题。特别是水产养殖的物种因为栖息密度较高，更容易遭受传染病，饲料囤积造成的富营养化和排泄物的滞积污染都会引发藻华连带伤害其它自然物种。
除此之外，商业捕鱼所使用的工具也会因为材料腐蚀、磨损和被抛弃而造成重金属（比如铅）和微塑料污染，对海洋水质造成长期的影响，所造成的生物放大作用也会威胁日后的水产品食品安全。